# José Antonio Fortea

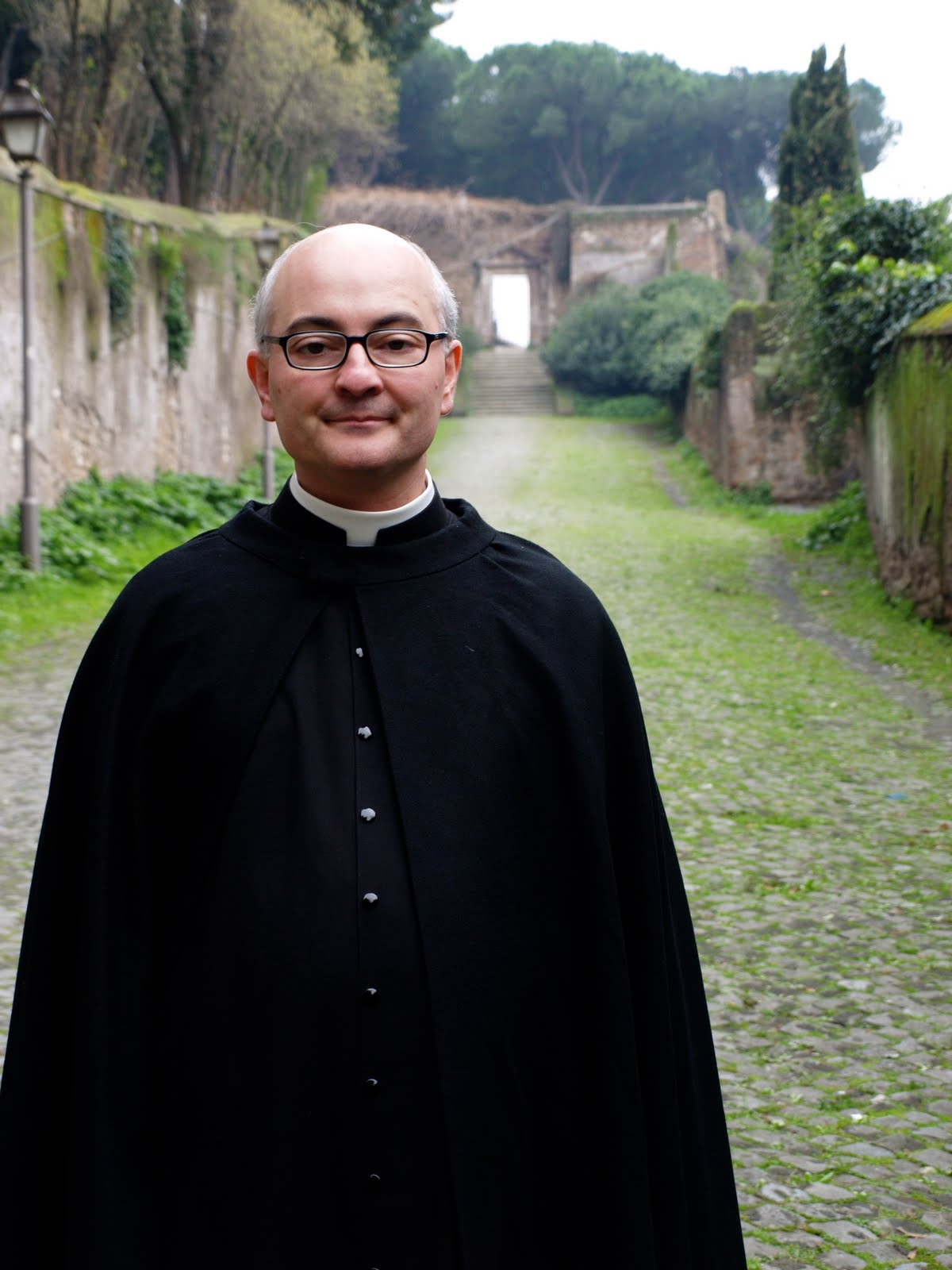
José Antonio Fortea

José Antonio Fortea Cucurull (* 1968 in Barbastro, Spanien) ist ein römisch-katholischer Priester und Exorzist.
Er veröffentlichte mehrere Bücher über Dämonologie, Besessenheit und Exorzismus.
2011 ließ er sich von dem norwegischen Dokumentarfilmer Fredrik Horn Akselsen begleiten. Dieser drehte einen Dokumentarfilm über Fortea bei Teufelsaustreibungen in Europa und Südamerika. Eksorsisten i det 21. århundre (Der Exorzist im 21. Jahrhundert) feierte 2012 Premiere bei NRK im Fernsehen.

## Veröffentlichungen (Auswahl)
- Interview with an Exorcist (2006)
- Exorcística: cuestiones sobre el demonio, la posesión y el exorcismo (2007)
- Summa daemoniaca. Trattato di demonologia e manuale dell'esorcista (2008)
- Memorias de un exorcista (2008)